# Black metal norvégien
Pour les articles homonymes, voir BMIC.
Genres associés
Viking metal, folk metal
Le black metal norvégien est la deuxième vague de black metal, ayant émergé en Norvège au début des années 1990. Ce mouvement est considéré par certains comme une secte (le Black Metal Inner Circle ou BMIC).
Le black metal norvégien a attiré le regard des médias norvégiens et internationaux, et fait l'objet de controverses en raison des croyances antichrétiennes et des actions parfois « extrêmes » de certains membres éminents : des dizaines d'églises en bois — les stavkirke norvégiennes — ont été brûlées, et il y eut plusieurs assassinats, dont celui d'Euronymous, le leader de Mayhem, par Varg Vikernes.

## Caractéristiques

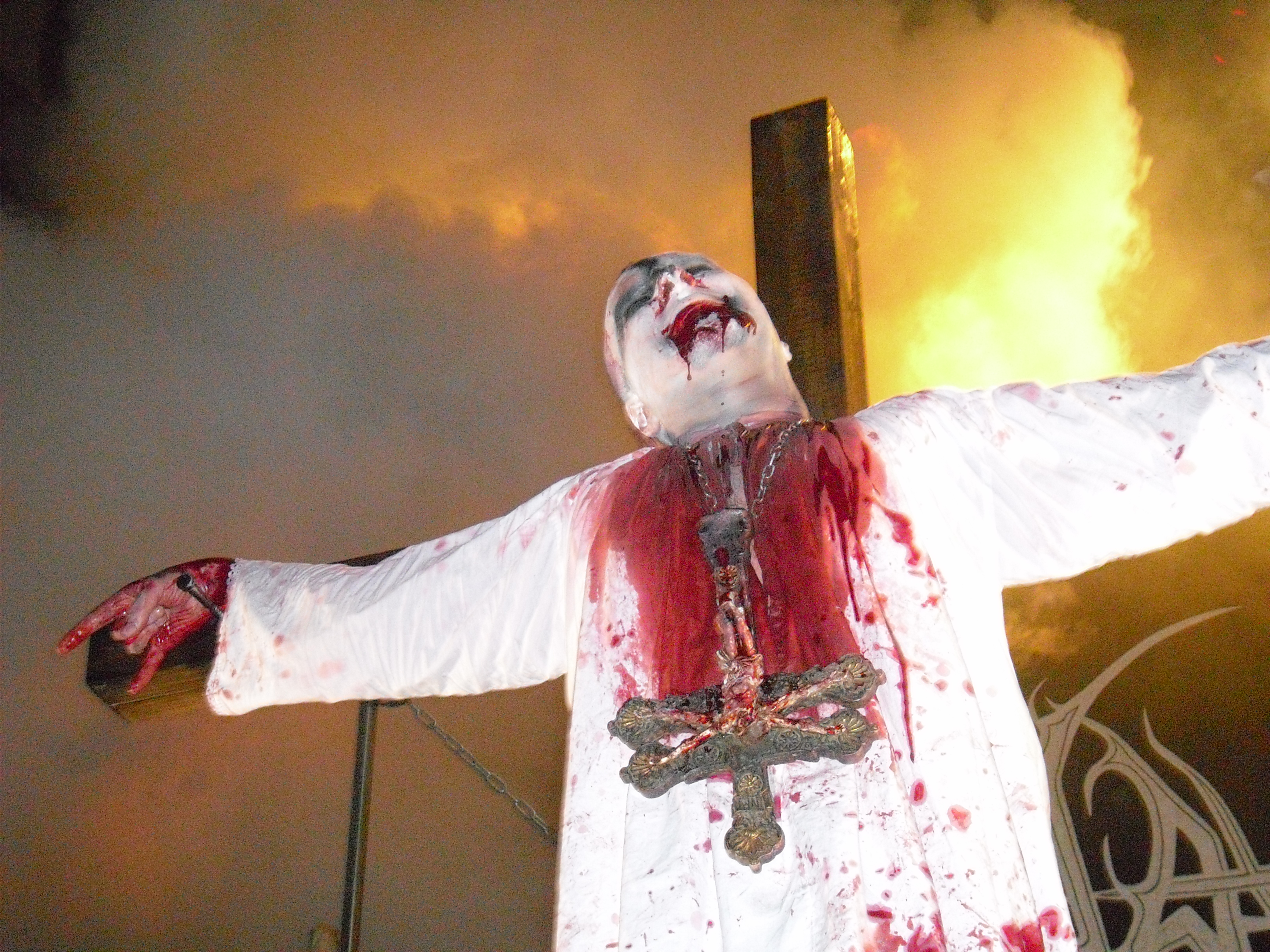
Attila de Mayhem, à l'Inferno Metal Festival de 2010.

Au cours des années 1980, le black metal désigne un sous-genre de metal aux voix stridentes, aux guitares rapides et aux paroles pseudo-sataniques. Au cours des années 1990 à 1992, un certain nombre d'artistes norvégiens sont influencés par les groupes de la première vague de black metal comme Venom, Bathory, Mercyful Fate, et Celtic Frost, et créent la deuxième vague de black metal appelé black metal norvégien. Les groupes norvégiens développent alors le style de leurs prédécesseurs. Grâce au nouveau style de jeu de guitare développé par Ruch « Blackthorn » Snorre des groupes Stigma Diabolicum et Thorns, et Øystein « Euronymous » Aarseth du groupe Mayhem, dans lequel les guitaristes jouent des accords complets en utilisant toutes les cordes de la guitare, à la place de power chords qui n’utilisent seulement que deux ou trois cordes,.
Visuellement, les thèmes sombres de leur musique sont complétés par le corpse paint devenu indispensable pour les groupes de black metal pour se distinguer des autres genres de metal de l'époque. En 1993, après la tournée Emperor avec Cradle of Filth, le groupe cesse de porter le corpse paint, puis déclare qu'il est devenu une tendance et une perdre de sa signification originelle. Le groupe finlandais Impaled Nazarene a également cessé de porter le corpse paint dans les années 1990.

## Controverses

### Suicide de Dead
Le 8 avril 1991, Per Yngve « Dead » Ohlin, le chanteur de Mayhem, se suicide tandis qu'il se trouve seul dans une maison partagée par le groupe,. Alors que ses collègues musiciens décrivent Dead comme bizarre et introverti en dehors des concerts, son personnage sur scène est très différent. Il s'y efforce de ressembler à un cadavre et s'auto-mutile tout en chantant,.
Dead se suicide en se tirant une balle de fusil dans la tête, et laisse à ses côtés une lettre d'adieu. Les munitions avaient été données par Varg Vikernes, seul membre de Burzum. Le suicide de Dead peut être considéré comme un repère pour le commencement de la seconde vague de black metal. Le corps de Dead est découvert par Aarseth qui, avant d'appeler la police, court dans un magasin pour acheter un appareil photo qu'il utilise pour prendre une photo du cadavre afin d’en faire la couverture du futur album de Mayhem (Dawn of the Black Hearts). Aarseth aurait ensuite pris des morceaux du cerveau de Dead pour exécuter un rituel traditionnel viking, et les aurait consommé, et aurait confectionné des pendentifs avec des morceaux de son crâne,,.

### Incendies d'églises

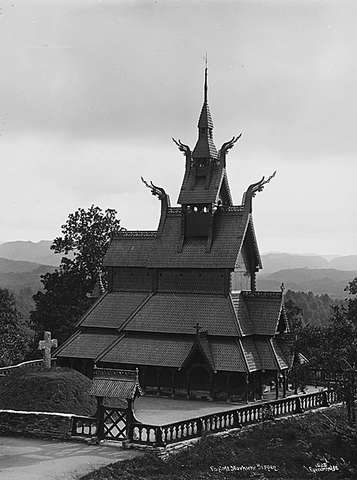
Église en bois de Fantoft, détruite le 6 juin 1992.

Les musiciens et les fans de black metal norvégien prennent part à plus de 50 incendies d'églises chrétiennes de 1992 à 1996. Certains de ces bâtiments avaient plus de huit cents ans et étaient largement considérés comme d'importants monuments historiques. L'un des premiers incendies et le plus notable était celui de l'église de bois Fantoft, pour lequel la police soupçonne Varg Vikernes. En mai 1994, il est reconnu coupable pour les incendies de l'église de Holmenkollen, de Skjold et de Åsane. Afin de coïncider avec la sortie de De Mysteriis Dom Sathanas, Vikernes et Euronymous avait comploté pour incendier la cathédrale de Nidaros, qui apparaît sur la couverture de l'album. Les musiciens Samoth, Faust et Jørn Inge Tunsberg sont également condamnés pour des incendies d'églises.
Les opinions sur les incendies d'églises divergent depuis au sein de la communauté black metal. Le guitariste Infernus, et l'ancien chanteur Gaahl de Gorgoroth font éloge de ces incendies dans des entrevues. Cependant, Necrobutcher et Kjetil Manheim de Mayhem ont condamné ces incendies.

### Assassinat de Magne Andreassen
La nuit du 21 août 1992, Eithun « Faust » Bård, le batteur du groupe Emperor, poignarde mortellement Magne Andreassen, un homosexuel, dans une forêt juste à l'extérieur de Lillehammer. Il lui assène 37 coups de couteau avant de lui donner plusieurs coups de pied dans la tête. Faust, qui déclare par la suite qu'il n'a eu aucun remords, est condamné à quatorze ans de prison, mais est libéré en 2003 après avoir purgé neuf ans et quatre mois.

### Assassinat d'Euronymous
Au début de 1993, des tensions se font ressentir entre Euronymous et Vikernes. Øystein Aarseth est assassiné dans la nuit du 10 août 1993 par Varg Vikernes. Il le poignarde de 23 coups de couteau : 16 coups dans le dos, 5 dans la nuque et 2 dans la tête. Avec le temps, des rumeurs se répandent selon lesquelles Euronymous aurait fait un ragoût avec des morceaux cérébraux de Dead et aurait fait des colliers avec des morceaux de son crâne,. Le groupe nie la première rumeur, mais confirme la seconde. Par ailleurs, Euronymous affirme avoir donné ces colliers aux musiciens qu'il jugeait dignes. Le bassiste de Mayhem Jørn « Necrobutcher » Stubberud note que « les gens sont devenus plus conscients de la scène black metal après que Dead se soit tiré une balle [...] Je pense que c'est le suicide de Dead qui a vraiment changé la scène. »
Deux autres membres de la scène norvégienne se sont également suicidés : Erik « Grim » Brødreskift (des groupes Immortal, Borknagar, Gorgoroth) en 1999,,, et Espen « Storm » Andersen (de Strid) en 2001.